# Al-Qanawat
El Qanawat (en árabe: القنوات‎) es una municipalidad del Damasco, Siria, al oeste de la Ciudad Vieja. Se desarrolló entre los siglos XIX y XX, y según el censo de 2004 en él vivían 58.053 personas. Al-Qanawat contiene varios edificios estatales, como la Universidad de Damasco, el Museo Nacional de Damasco, la sede de la Gobernación de Damasco, la Jefatura nacional de policía, y los ministerios de Turismo, Información, e Interior. Además hay sitios de interés histórico como la estación de tren del Ferrocarril del Hiyaz, la Mezquita Tekkiye o el Hammam al-Jadid, un baño árabe de la época mameluca-otomana conocido hoy por ser un punto de cruising entre los gais de Damasco.

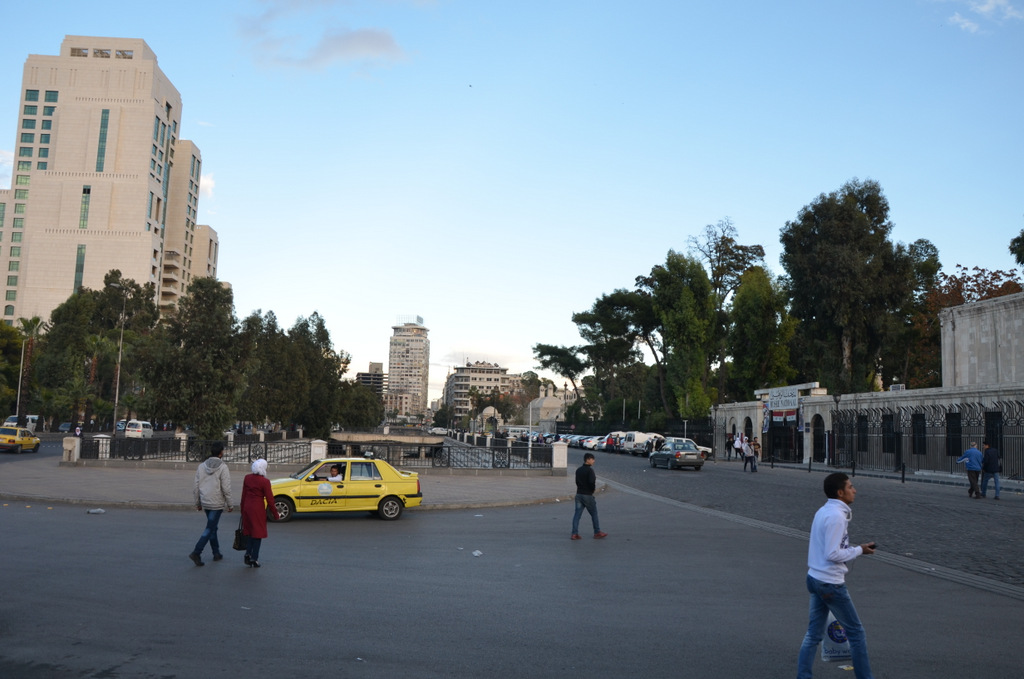
Avenida Shukri Al-Quwatli, con el hotel Four Seasons a la izquierda, el Museo Nacional de Damasco a la derecha y el Río Barada en el centro.

## Historia
El nombre Al-Qanawat significa literalmente «los canales», en referencia a las ruinas de un acueducto romano.
En julio de 2012, durante la guerra civil siria, varios rebeldes del Ejército Libre Sirio atacaron la jefatura de policía.

## Barrios
- Ansari (9552 personas en 2004)
- Bab al-Jabiyah (3697)
- Bab Sreijeh (5612)
- Baramkeh (14 969)
- Al-Hijaz (5572)
- Mujtahid (3061)
- Qanawat (4610)
- Qabr Atikah (7213)
- Al-Suwayqah (3767)